# کر (آذربایجان)
کر (به لاتین: Ker) یک منطقه مسکونی در جمهوری آذربایجان است که در شهرستان لریک واقع شده است.